# Carinascincus
Carinascincus – rodzaj jaszczurek z podrodziny Lygosominae w obrębie rodzinie scynkowatych (Scincidae).

## Zasięg występowania
Rodzaj obejmuje gatunki występujące w Australii i na Tasmanii. 

## Systematyka
Rodzaj zdefiniowała w 1985 roku para australijskich herpetologów Richard W. Wells i Cliff Ross Wellington w artykule poświęconym systematyce australijskich płazów i gadów opublikowanym w czasopiśmie Australasian Journal of Herpetology. Gatunkiem typowym jest (oryginalne oznaczenie) Carinascincus greeni.

### Etymologia
- Carinascincus: „nazwana na cześć Cariny Clarke, w uznaniu jej zasług w badaniu biologii scynków”; łac. scincus ‘rodzaj jaszczurki, scynk’[1].
- Litotescinsus: gr. λιτοτης litotēs ‘prostota, oszczędność, skromność’; łac. scincus ‘rodzaj jaszczurki, scynk’[2]. Gatunek typowy (oryginalne oznaczenie): Mocoa metallica O’Shaughnessy, 1874.
- Tasmascincus: Tasmania; łac. scincus ‘rodzaj jaszczurki, scynk’[3]. Gatunek typowy (oryginalne oznaczenie): Pseudemoia palfreymani Rawlinson, 1974.
- Niveoscincus: łac. niveus ‘śnieżnobiały’, od nix, nivis ‘biały’; scincus ‘rodzaj jaszczurki, scynk’[4]. Gatunek typowy (oryginalne oznaczenie): Leiolopisma greeni Rawlinson, 1975.

### Podział systematyczny
Do rodzaju należą następujące gatunki: 
- Carinascincus coventryi (Rawlinson, 1975)
- Carinascincus greeni (Rawlinson, 1975)
- Carinascincus metallicus (O’Shaughnessy, 1874)
- Carinascincus microlepidotus (O’Shaughnessy, 1874)
- Carinascincus ocellatus (Gray, 1845)
- Carinascincus orocryptus (Hutchinson, Schwaner & Medlock, 1988)
- Carinascincus palfreymani (Rawlinson, 1974)
- Carinascincus pretiosus (O’Shaughnessy, 1874)